# Mühle Zwischen den Städten

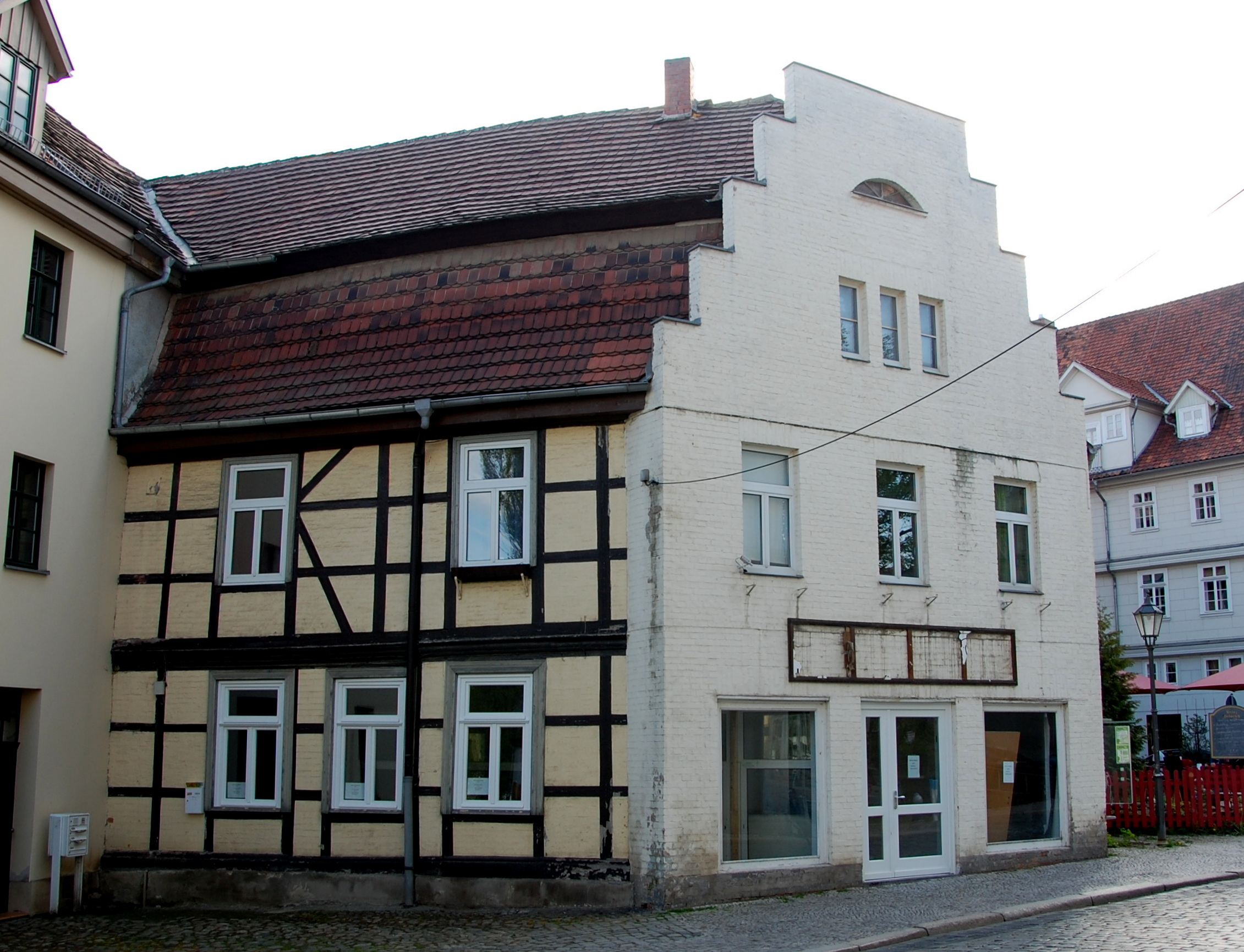
Treppengiebel

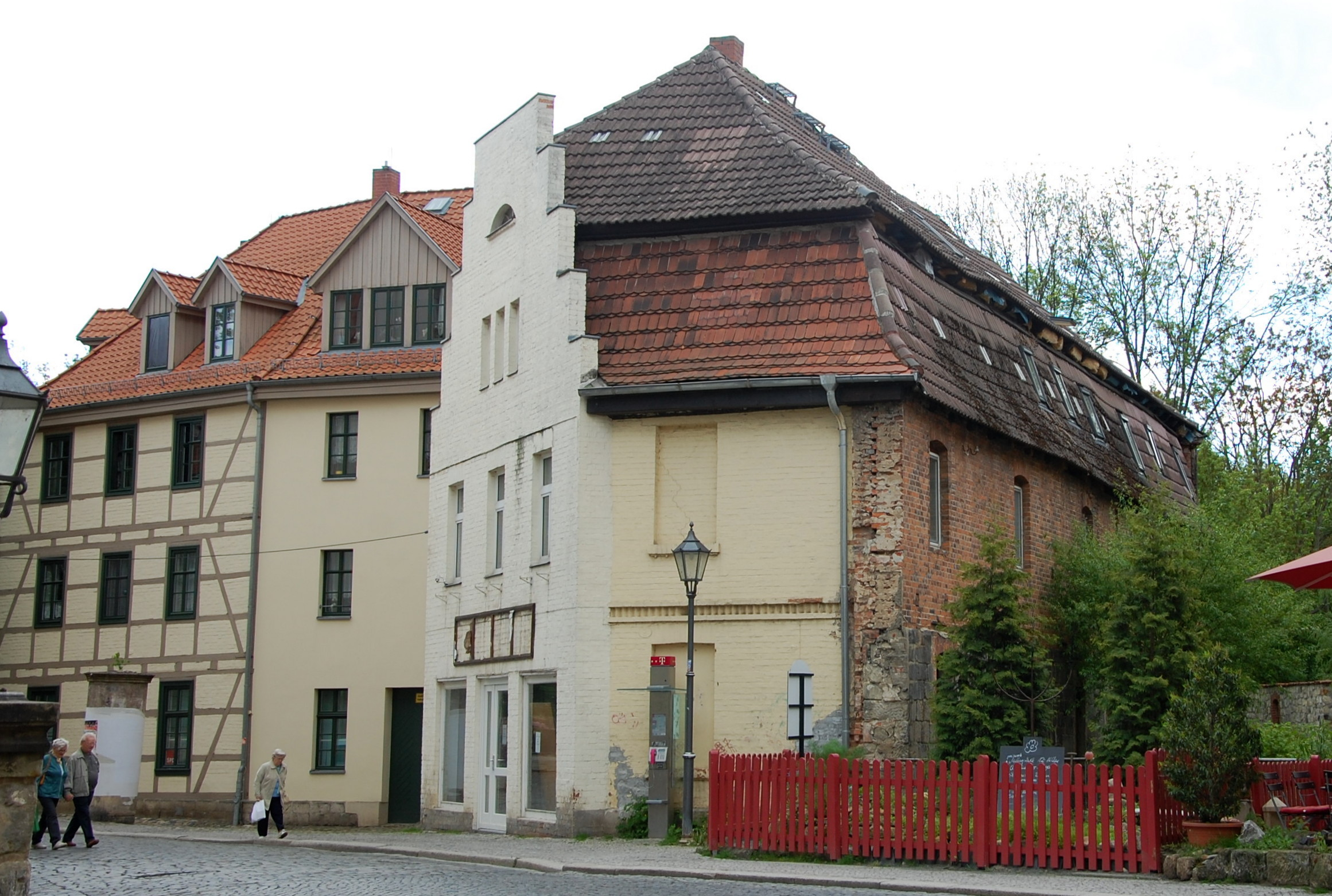
Blick auf das Mühlengebäude von Westen

Die Mühle Zwischen den Städten ist eine denkmalgeschützte ehemalige Wassermühle in der Stadt Quedlinburg in Sachsen-Anhalt.

## Lage
Die im Quedlinburger Denkmalverzeichnis eingetragene Wassermühle befindet sich westlich der historischen Quedlinburger Neustadt und östlich der Altstadt am Ufer des Mühlgrabens an der Adresse Zwischen den Städten 4. Unmittelbar nördlich der Mühle verläuft der Steinweg.

## Architektur und Geschichte
Das Grundstück ist bereits seit dem Jahr 1332 als Mühlenstandort belegt. In diesem Jahr verkaufte das Wipertikloster die Mühle an die Stadt Quedlinburg. Der Name Zwischen den Städten ergibt sich durch die Lage an der Grenze zwischen der Quedlinburger Alt- und Neustadt.
Das Mühlengebäude stammt aus dem Barock und ist mit einem Mansardwalmdach bedeckt. Darüber hinaus bestand zumindest noch Ende des 20. Jahrhunderts ein Torflügel und ein in Fachwerkbauweise errichteter Hofflügel. Die Gebäude waren im 18. und 19. Jahrhundert entstanden. 1842 ging die Mühle in das Eigentum der Firma Kratzenstein über, die auch mehrere andere Mühlen in Quedlinburg betrieb.
In den 1920er Jahren wurde vor das Mühlengebäude ein aus Backsteinen errichteter Treppengiebel gesetzt.
Wie auch mehrere andere Mühlen in Quedlinburg wurde die Mühle Zwischen den Städten dann in der Zeit zwischen den Weltkriegen geschlossen.